# Молодіжна збірна Білорусі з футболу
Молоді́жна збі́рна Білору́сі з футбо́лу — національна футбольна збірна Білорусі гравців віком до 21 року (U-21), яка підпорядкована Білоруській федерації футболу.

## Історія
Попри те, що головна збірна Білорусі жодного разу не грала у фінальних турнірах чемпіонатів Європи та світу, молодіжна збірна тричі (у 2004, 2009 і 2011 роках) потрапляла у фінали молодіжних чемпіонатів Європи. На турнірах 2004 і 2009 років вона не змогла вийти з групи, але в 2011 році збірна Білорусі змогла це зробити і пройшла на Олімпійські ігри в Лондоні.
3 березня 2022 року через участь Білорусі у російському вторгненні в Україну УЄФА зобов'язала білоруські команди проводити домашні ігри на нейтральному полі та без глядачів. Молодіжна збірна Білорусі стала грати офіційні домашні матчі у Вірменії, а товариські ігри продовжила проводити в Білорусі за присутності глядачів.

## Виступи на чемпіонатах Європи
| Чемпіонат Європи з футболу серед молодіжних команд | Чемпіонат Європи з футболу серед молодіжних команд | Чемпіонат Європи з футболу серед молодіжних команд | Чемпіонат Європи з футболу серед молодіжних команд | Чемпіонат Європи з футболу серед молодіжних команд | Чемпіонат Європи з футболу серед молодіжних команд | Чемпіонат Європи з футболу серед молодіжних команд | Чемпіонат Європи з футболу серед молодіжних команд | Чемпіонат Європи з футболу серед молодіжних команд |
| Рік                                                | Раунд                                              | Місце                                              | І                                                  | В                                                  | Н                                                  | П                                                  | МЗ                                                 | МП                                                 |
| -------------------------------------------------- | -------------------------------------------------- | -------------------------------------------------- | -------------------------------------------------- | -------------------------------------------------- | -------------------------------------------------- | -------------------------------------------------- | -------------------------------------------------- | -------------------------------------------------- |
| 1976–1992                                          | Виступали в складі збірної СРСР                    | Виступали в складі збірної СРСР                    | Виступали в складі збірної СРСР                    | Виступали в складі збірної СРСР                    | Виступали в складі збірної СРСР                    | Виступали в складі збірної СРСР                    | Виступали в складі збірної СРСР                    | Виступали в складі збірної СРСР                    |
| 1994                                               | Не брали участь                                    | Не брали участь                                    | Не брали участь                                    | Не брали участь                                    | Не брали участь                                    | Не брали участь                                    | Не брали участь                                    | Не брали участь                                    |
| 1996                                               | Не пройшли кваліфікацію                            | Не пройшли кваліфікацію                            | Не пройшли кваліфікацію                            | Не пройшли кваліфікацію                            | Не пройшли кваліфікацію                            | Не пройшли кваліфікацію                            | Не пройшли кваліфікацію                            | Не пройшли кваліфікацію                            |
| 1998                                               | Не пройшли кваліфікацію                            | Не пройшли кваліфікацію                            | Не пройшли кваліфікацію                            | Не пройшли кваліфікацію                            | Не пройшли кваліфікацію                            | Не пройшли кваліфікацію                            | Не пройшли кваліфікацію                            | Не пройшли кваліфікацію                            |
| 2000                                               | Не пройшли кваліфікацію                            | Не пройшли кваліфікацію                            | Не пройшли кваліфікацію                            | Не пройшли кваліфікацію                            | Не пройшли кваліфікацію                            | Не пройшли кваліфікацію                            | Не пройшли кваліфікацію                            | Не пройшли кваліфікацію                            |
| 2002                                               | Не пройшли кваліфікацію                            | Не пройшли кваліфікацію                            | Не пройшли кваліфікацію                            | Не пройшли кваліфікацію                            | Не пройшли кваліфікацію                            | Не пройшли кваліфікацію                            | Не пройшли кваліфікацію                            | Не пройшли кваліфікацію                            |
| 2004                                               | Груповий етап                                      | 5-е                                                | 3                                                  | 1                                                  | 1                                                  | 1                                                  | 4                                                  | 4                                                  |
| 2006                                               | Не пройшли кваліфікацію                            | Не пройшли кваліфікацію                            | Не пройшли кваліфікацію                            | Не пройшли кваліфікацію                            | Не пройшли кваліфікацію                            | Не пройшли кваліфікацію                            | Не пройшли кваліфікацію                            | Не пройшли кваліфікацію                            |
| 2007                                               | Не пройшли кваліфікацію                            | Не пройшли кваліфікацію                            | Не пройшли кваліфікацію                            | Не пройшли кваліфікацію                            | Не пройшли кваліфікацію                            | Не пройшли кваліфікацію                            | Не пройшли кваліфікацію                            | Не пройшли кваліфікацію                            |
| 2009                                               | Груповий етап                                      | 7-е                                                | 3                                                  | 0                                                  | 1                                                  | 2                                                  | 2                                                  | 7                                                  |
| 2011                                               | Третє місце                                        | 3-є                                                | 5                                                  | 2                                                  | 0                                                  | 3                                                  | 5                                                  | 8                                                  |
| 2013                                               | Не пройшли кваліфікацію                            | Не пройшли кваліфікацію                            | Не пройшли кваліфікацію                            | Не пройшли кваліфікацію                            | Не пройшли кваліфікацію                            | Не пройшли кваліфікацію                            | Не пройшли кваліфікацію                            | Не пройшли кваліфікацію                            |
| 2015                                               | Не пройшли кваліфікацію                            | Не пройшли кваліфікацію                            | Не пройшли кваліфікацію                            | Не пройшли кваліфікацію                            | Не пройшли кваліфікацію                            | Не пройшли кваліфікацію                            | Не пройшли кваліфікацію                            | Не пройшли кваліфікацію                            |
| 2017                                               | Не пройшли кваліфікацію                            | Не пройшли кваліфікацію                            | Не пройшли кваліфікацію                            | Не пройшли кваліфікацію                            | Не пройшли кваліфікацію                            | Не пройшли кваліфікацію                            | Не пройшли кваліфікацію                            | Не пройшли кваліфікацію                            |
| 2019                                               | Не пройшли кваліфікацію                            | Не пройшли кваліфікацію                            | Не пройшли кваліфікацію                            | Не пройшли кваліфікацію                            | Не пройшли кваліфікацію                            | Не пройшли кваліфікацію                            | Не пройшли кваліфікацію                            | Не пройшли кваліфікацію                            |
| 2021                                               | Не пройшли кваліфікацію                            | Не пройшли кваліфікацію                            | Не пройшли кваліфікацію                            | Не пройшли кваліфікацію                            | Не пройшли кваліфікацію                            | Не пройшли кваліфікацію                            | Не пройшли кваліфікацію                            | Не пройшли кваліфікацію                            |
| 2023                                               | Не пройшли кваліфікацію                            | Не пройшли кваліфікацію                            | Не пройшли кваліфікацію                            | Не пройшли кваліфікацію                            | Не пройшли кваліфікацію                            | Не пройшли кваліфікацію                            | Не пройшли кваліфікацію                            | Не пройшли кваліфікацію                            |
| 2025                                               | Не пройшли кваліфікацію                            | Не пройшли кваліфікацію                            | Не пройшли кваліфікацію                            | Не пройшли кваліфікацію                            | Не пройшли кваліфікацію                            | Не пройшли кваліфікацію                            | Не пройшли кваліфікацію                            | Не пройшли кваліфікацію                            |
| Разом                                              | Третє місце                                        | 3/16                                               | 11                                                 | 3                                                  | 2                                                  | 6                                                  | 11                                                 | 19                                                 |

## Досягнення
- Молодіжний чемпіонат Європи

 Бронзовий призер: 2011

## Матчі після початку повномасштабного вторгнення в Україну

### Товариські матчі
| 29 березня 2022 |

| Азербайджан | 1:3      | Білорусь |
| ----------- | -------- | -------- |
|             | Протокол |          |

| Баку (Азербайджан) Глядачів: 150 Арбітр: Аліяр Агаєв (Азербайджан) |

| 21 серпня 2022 |

| Білорусь | 1:6      | Росія |
| -------- | -------- | ----- |
|          | Протокол |       |

| Борисов (Білорусь) Глядачів: 176 Арбітр: Павло Коронець (Білорусь) |

| 27 серпня 2022 |

| Білорусь | 1:1      | Казахстан |
| -------- | -------- | --------- |
|          | Протокол |           |

| Мінськ (Білорусь) Глядачів: 100 Арбітр: Ігор Шумілов (Білорусь) |

| 16 листопада 2022 |

| Білорусь | 3:0      | Іран |
| -------- | -------- | ---- |
|          | Протокол |      |

| Борисов (Білорусь) Глядачів: 50 |

| 19 листопада 2022 |

| Білорусь | 1:0      | Іран |
| -------- | -------- | ---- |
|          | Протокол |      |

| Борисов (Білорусь) Глядачів: 50 Арбітр: Віктор Шимусік (Білорусь) |

| 15 червня 2023 |

| Білорусь | 5:1      | Росія |
| -------- | -------- | ----- |
|          | Протокол |       |

| Борисов (Білорусь) Глядачів: 2500 Арбітр: Віктор Шимусік (Білорусь) |

| 15 листопада 2023 |

| Білорусь | 1:3      | Росія |
| -------- | -------- | ----- |
|          | Протокол |       |

| Гомель (Білорусь) Глядачів: 10 100 Арбітр: Антон Лашук (Білорусь) |

| 5 червня 2024 |

| Мальта | 0:2      | Білорусь |
| ------ | -------- | -------- |
|        | Протокол |          |

| Та-Калі (Мальта) Арбітр: Метью Де Габріеле (Мальта) |

| 8 червня 2024 |

| Мальта | 1:0      | Білорусь |
| ------ | -------- | -------- |
|        | Протокол |          |

| Та-Калі (Мальта) Арбітр: Трустін Фарруджа Канн (Мальта) |

| 6 вересня 2024 |

| Кіпр | 2:1      | Білорусь |
| ---- | -------- | -------- |
|      | Протокол |          |

| Ахна (Кіпр) |

| 10 вересня 2024 |

| Білорусь | 1:6      | Словаччина |
| -------- | -------- | ---------- |
|          | Протокол |            |

| Ахна ( Кіпр) Арбітр: Кіріакос Атанасіу ( Кіпр) |

| 21 березня 2025 |

| Білорусь | 3:1      | Північна Македонія |
| -------- | -------- | ------------------ |
|          | Протокол |                    |

| Анталія ( Туреччина) |

| 25 березня 2025 |

| Туреччина | 2:3      | Білорусь |
| --------- | -------- | -------- |
|           | Протокол |          |

| Стамбул (Туреччина) Арбітр: Алпер Йилмаз (Туреччина) |

| 4 червня 2025 |

| Білорусь | 3:1      | Азербайджан |
| -------- | -------- | ----------- |
|          | Протокол |             |

| Барановичі (Білорусь) Глядачів: 2997 Арбітр: Ігор Шумілов (Білорусь) |

| 7 червня 2025 |

| Білорусь | 1:1      | КНР |
| -------- | -------- | --- |
|          | Протокол |     |

| Мінськ (Білорусь) Глядачів: 33 145 Арбітр: Нікіта Шиян (Білорусь) |

### Офіційні матчі
| 26 березня 2022 Кваліфікація МЧЄ 2023 |

| Кіпр | 0:1      | Білорусь |
| ---- | -------- | -------- |
|      | Протокол |          |

| Ахна (Кіпр) Глядачів: 250 |

| 1 червня 2022 Кваліфікація МЧЄ 2023 |

| Білорусь | 2:0      | Кіпр |
| -------- | -------- | ---- |
|          | Протокол |      |

| Єреван (Вірменія) Глядачів: 0 |

| 4 червня 2022 Кваліфікація МЧЄ 2023 |

| Білорусь | 1:5      | Португалія |
| -------- | -------- | ---------- |
|          | Протокол |            |

| Єреван (Вірменія) Глядачів: 0 |

| 8 червня 2022 Кваліфікація МЧЄ 2023 |

| Ісландія | 3:1      | Білорусь |
| -------- | -------- | -------- |
|          | Протокол |          |

| Рейк'явік (Ісландія) Глядачів: 332 |

| 24 березня 2023 Кваліфікація МЧЄ 2025 |

| Білорусь | 0:0      | Андорра |
| -------- | -------- | ------- |
|          | Протокол |         |

| Армавір (Вірменія) Глядачів: 0 |

| 28 березня 2023 Кваліфікація МЧЄ 2025 |

| Греція | 1:1      | Білорусь |
| ------ | -------- | -------- |
|        | Протокол |          |

| Афіни (Греція) Глядачів: 150 |

| 20 червня 2023 Кваліфікація МЧЄ 2025 |

| Андорра | 1:1      | Білорусь |
| ------- | -------- | -------- |
|         | Протокол |          |

| Андорра-ла-Велья (Андорра) Глядачів: 533 |

| 7 вересня 2023 Кваліфікація МЧЄ 2025 |

| Білорусь | 2:3      | Фарерські острови |
| -------- | -------- | ----------------- |
|          | Протокол |                   |

| Армавір (Вірменія) Глядачів: 0 |

| 12 вересня 2023 Кваліфікація МЧЄ 2025 |

| Білорусь | 0:5      | Португалія |
| -------- | -------- | ---------- |
|          | Протокол |            |

| Армавір (Вірменія) Глядачів: 0 |

| 13 жовтня 2023 Кваліфікація МЧЄ 2025 |

| Португалія | 6:1      | Білорусь |
| ---------- | -------- | -------- |
|            | Протокол |          |

| Барселуш (Португалія) Глядачів: 1627 |

| 17 жовтня 2023 Кваліфікація МЧЄ 2025 |

| Хорватія | 2:0      | Білорусь |
| -------- | -------- | -------- |
|          | Протокол |          |

| Велика Гориця (Хорватія) Глядачів: 584 |

| 20 листопада 2023 Кваліфікація МЧЄ 2025 |

| Білорусь | 0:1      | Хорватія |
| -------- | -------- | -------- |
|          | Протокол |          |

| Армавір (Вірменія) Глядачів: 0 |

| 22 березня 2024 Кваліфікація МЧЄ 2025 |

| Білорусь | 1:0      | Греція |
| -------- | -------- | ------ |
|          | Протокол |        |

| Армавір (Вірменія) Глядачів: 0 |

| 15 жовтня 2024 Кваліфікація МЧЄ 2025 |

| Фарерські острови | 1:0      | Білорусь |
| ----------------- | -------- | -------- |
|                   | Протокол |          |

| Торсгавн (Фарерські острови) Глядачів: 357 |

## Тренери збірної
| 1992—1999 | Іван Савостіков    |
| 2000—2005 | Юрій Пунтус        |
| 2006—2009 | Юрій Курненін      |
| 2009—2011 | Георгій Кондратьєв |
| 2011—2012 | Юрій Шуканов       |
| 2012—2013 | Олексій Вергеєнко  |
| 2013—2016 | Ігор Ковалевич     |
| 2017—2018 | Людас Румбутіс     |
| 2018—2019 | Михайло Мархель    |
| 2019—2020 | Сергій Яромко      |
| 2021—2023 | Сергій Ясинський   |
| 2024—     | Сергій Яромко      |